# Lenzerwische
Lenzerwische (von Wische, niederdeutsch für Wiese, Weideland) ist eine Gemeinde des Amtes Lenzen-Elbtalaue im Landkreis Prignitz in Brandenburg.

## Geografie
Die Gemeinde liegt im gleichnamigen Feuchtgebiet zwischen den Flüssen Elbe und Löcknitz und ist die westlichste Gemeinde des Landkreises Prignitz und somit auch Brandenburgs. Sie liegt am Brandenburger Dreiländereck mit Niedersachsen und Mecklenburg-Vorpommern.

## Gemeindegliederung
Zu Lenzerwische gehören die folgenden bewohnten Gemeindeteile:
| - Baarz - Besandten - Gaarz - Kietz | - Mödlich - Unbesandten - Wootz |

Ebenfalls zur Gemeinde zählen die Wohnplätze:
- Klein Wootz
- Rosensdorf

Gemarkungen
Auf Gemeindegebiet existieren folgende Gemarkungen, Reihenfolge von West nach Ost:
- 123719 Baarz-Gaarz
- 123718 Besandten
- 123720 Unbesandten
- 128738 Kietz
- 128737 Wootz
- 128739 Mödlich

## Geschichte
Das heutige Gemeindegebiet gehörte von 1816/18 bis 1952 zum brandenburgischen Landkreis Westprignitz, von 1952 bis 1990 zum Kreis Ludwigslust im Bezirk Schwerin und von 1990 bis 1992 zum Kreis Ludwigslust im Land Mecklenburg-Vorpommern. Am 1. August 1992 kamen die damals eigenständigen Gemeinden Besandten und Wootz zum brandenburgischen Kreis Perleberg, der mit dem Kreisneugliederungsgesetz des Landes Brandenburg 1993 im Landkreis Prignitz aufging.
1972 wurden Kietz (Elbe) und 1973 Mödlich in Wootz eingegliedert.
Lenzerwische entstand am 26. Oktober 2003 aus dem freiwilligen Zusammenschluss der bis dahin selbstständigen Gemeinden Besandten und Wootz.
Bei der Bundestagswahl 2005 war die Wahlbeteiligung in Lenzerwische mit 80,3 % die höchste aller Gemeinden im Land Brandenburg.

## Bevölkerungsentwicklung
| Jahr | Besandten | Wootz |      | Jahr | Lenzerwische |      | Jahr | Lenzerwische |
| ---- | --------- | ----- | ---- | ---- | ------------ | ---- | ---- | ------------ |
| 1981 | 171       | 513   | 2003 | 525  |              | 2020 | 453  |              |
| 1990 | 129       | 501   | 2005 | 536  |              | 2021 | 460  |              |
| 1995 | 111       | 459   | 2010 | 510  |              | 2022 | 432  |              |
| 2000 | 116       | 448   | 2015 | 466  |              | 2023 | 438  |              |
| 2002 | 109       | 425   |      |      |              | 2024 | 429  |              |
|      |           |       |      |      |              |      |      |              |

Gebietsstand des jeweiligen Jahres, Einwohnerzahl: Stand 31. Dezember (ab 1991), ab 2011 auf Basis des Zensus 2011, seit 2022 auf Basis des Zensus 2022

## Politik

### Gemeindevertretung
Die Gemeindevertretung von Lenzerwische besteht aus acht Gemeindevertretern und der ehrenamtlichen Bürgermeisterin. Die Kommunalwahl am 26. Mai 2019 führte zu folgendem Ergebnis:
| Wählergruppe                   | Stimmenanteil | Sitze |
| ------------------------------ | ------------- | ----- |
| Wählergruppe Lenzerwische      | 78,3 %        | 6     |
| Einzelbewerber Kenny Stibbe    | 10,0 %        | 1     |
| Einzelbewerber Ingolf Drescher | 08,3 %        | 1     |
| Einzelbewerber Michael Voß     | 03,5 %        | –     |

### Bürgermeister
- 2003–2019: Klaus-Jürgen Borrmann (Wählergruppe Lenzerwische)[11]
- seit 2019: Nadine Mewes (Wählergruppe Lenzerwische)

Mewes wurde in der Bürgermeisterstichwahl am 16. Juni 2019 mit 71,0 % der gültigen Stimmen für eine Amtszeit von fünf Jahren gewählt.
Sie wurde am 9. Juni 2024 mit 89,7 % ohne Gegenkandidaten für weitere fünf Jahre wiedergewählt.

## Sehenswürdigkeiten

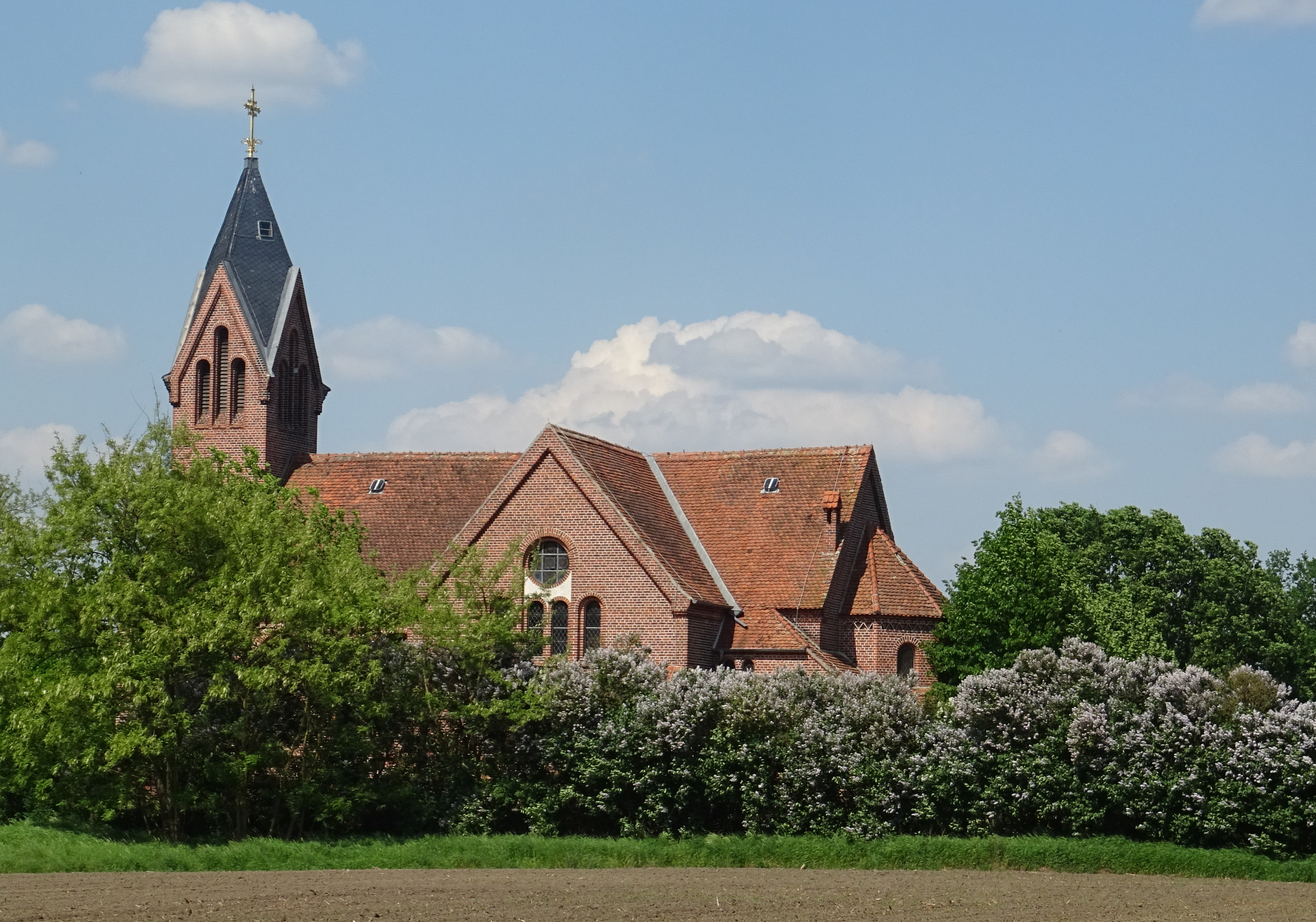
Dorfkirche Kietz

In der Liste der Baudenkmale in Lenzerwische stehen die in der Denkmalliste des Landes Brandenburg eingetragenen Baudenkmale.
- Die Kirche St. Johannis wurde im Jahre 1894 auf freiem Feld errichtet. Der Grundriss ist kreuzförmig, in den Querarmen des Schiffes befinden sich Patronatslogen. Der Altaraufsatz stammt aus dem Jahre 1706.
- Die Dorfkirche Wootz ist eine Fachwerkkirche aus dem Anfang des 17. Jahrhunderts. Im Innenraum steht unter anderem ein spätgotischer Schnitzaltar.

## Verkehr
Lenzerwische liegt an der Bundesstraße 195 zwischen Dömitz und Wittenberge.

## Persönlichkeiten
- Wilhelm Unger (1849–1910), Jurist, in Lenzerwische geboren